# Zwochauer See

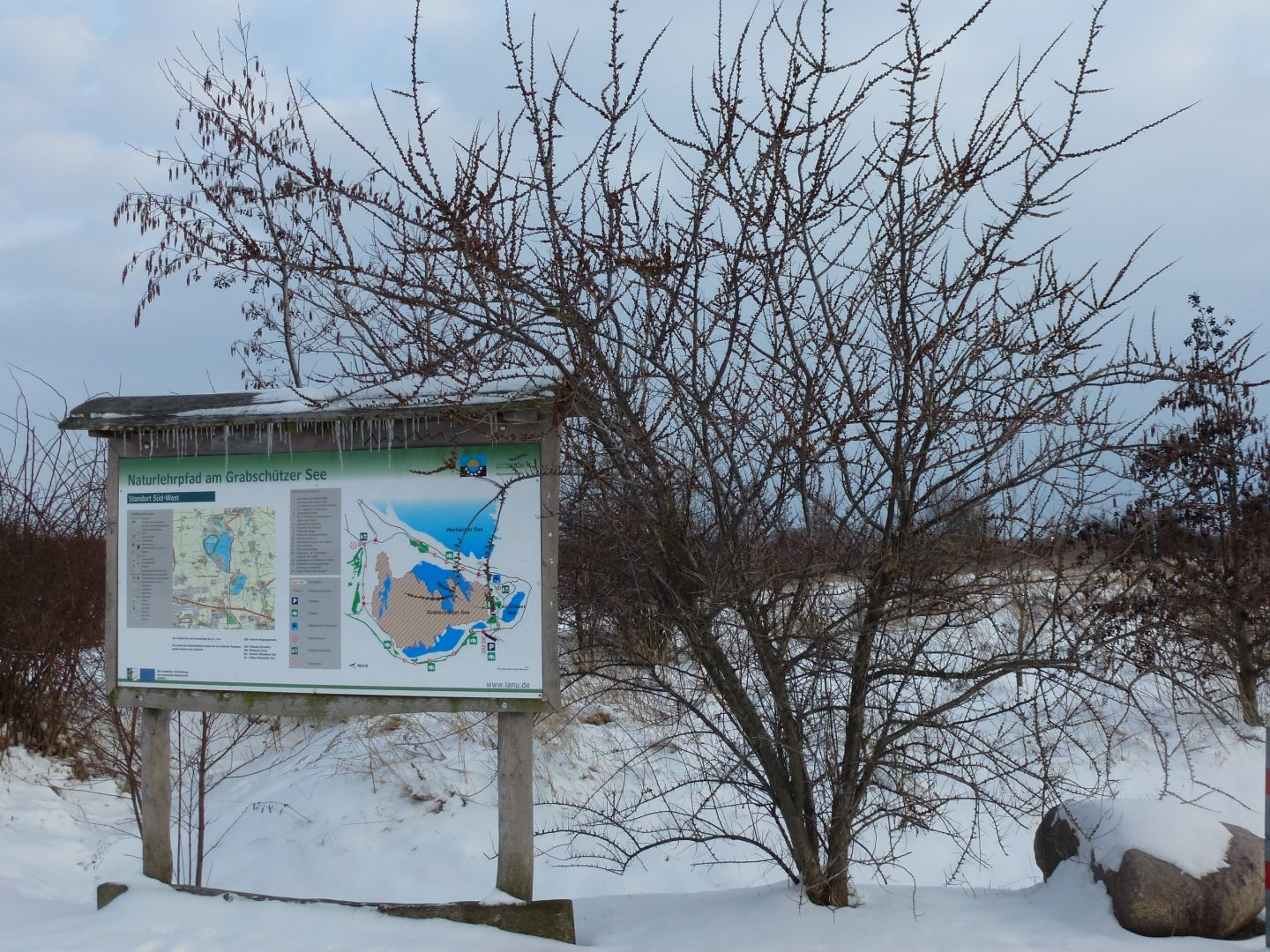
Informationstafel am Parkplatz zum Grabschützer und Zwochauer See

Der Zwochauer See ist ein Tagebaurestsee 9 km südwestlich von Delitzsch und 21 km nordwestlich von Leipzig in Sachsen. 
Er ist aus einem kleineren Restloch des 1993 stillgelegten Tagebaus Delitzsch-Südwest hervorgegangen und liegt im Gemeindegebiet von Wiedemar im Landkreis Nordsachsen. Er ist Teil des Mitteldeutschen Seenlandes.
Der See wird seit 1998 geflutet, vorgesehen ist ein Flutungszeitraum bis 2054. Die Herkunft des Flutungswassers ist ein natürlicher Grundwasseraufgang. Ziel ist ein Badegewässer unter mesotrophen bis eutrophen Bedingungen.
In dem See sind folgende Fischarten zu finden: Aal, Barsch, Blei, Giebel, Hecht, Karausche, Karpfen, Plötze und Rotfeder.

## Benachbarte Seen
Der Grabschützer See grenzt nördlich an den Zwochauer See, der Werbeliner See östlich. Der Schladitzer See liegt etwa 7 km südöstlich des Sees. Der Parkplatz nördlich von Zwochau dient dem Zugang zum Grabschützer und Zwochauer See.
Seit 2006 ist der Zwochauer See Vogelschutzgebiet und seit 2016 Teil des einstweilig gesicherten Naturschutzgebietes Werbeliner See.